# Tysnesøya
Tysnesøya är den största ön i Tysnes kommun i Vestland fylke i västra Norge. Arealen är 199 km² och den största tätorten på ön är Våge som hade 515 invånare 2007. Den högsta punkten är fjället Tysnessåta med sina 753 meter över havet.
Det går en bro från Lukksund på ön till fastlandet i öster. Dessutom finns det färjeförbindelse från Våge till Halhjem i Bjørnafjordens kommun och från Hodnanes till ön Huglo och till Jektavik på ön Stord. 

## Etymologi
I förkristen tid och en bit in på medeltiden kallades Tysnesøya för Njarðarlǫg som betyder gudens Njords lagdomare. Man vet inte så mycket om guden Njord utöver att han var gud för jakt, fiske och sjöfart. Tysnesøy har även kallats för Fyrst som kommer från den gamla prästgården som ligger på norra sidan av ön. Namnet härleds också från förkristen tid och kommer ifrån guden Tyr som man dock vet ännu mindre om, men som kan ha varit en slags krigsgud under slutet av vikingatiden och kan även ha varit övergud under tidig vikingatid. Namnet Njarðarlǫg ser ut ha överlvet fram tills 1800-talet i folkmun tills att det helt ersatts av Tysnes. Från 1400-talet beskrev man ön som Iardhalogh, och på 1800-talet Gierlou Øen som uttalas Jarlo eller Jerlo.    

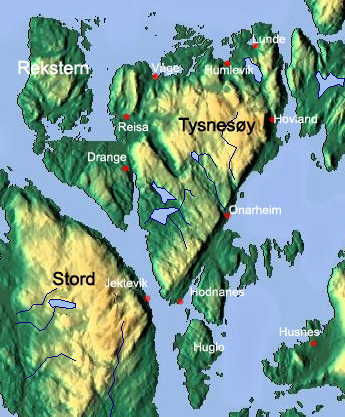
Karta över Tysnesøya.

## Källa
Olsen, Magnus, 1905: Det gamle norske ønavn Njarðarlǫg. Christiania Videnskabs-Selskabs Forhandlinger for 1905. No.5. Christiania: I Commission hos Dybwad.